# Saison 1914-1915 de la PCHA
Saison précédente Saison suivante
La saison 1914-1915 est la quatrième saison de l'Association de hockey de la Côte du Pacifique (souvent désignée par le sigle PCHA en référence à son nom anglais : Pacific Coast Hockey Association), ligue de hockey sur glace du Canada. Chacune des trois équipes qui commencent la saison doit jouer dix-huit parties mais finalement, deux équipes ne jouent que dix-sept rencontres ; à la fin du calendrier, les Millionnaires de Vancouver sont la meilleure équipe de la PCHA et remportent le premier titre de champions de la ligue.

## Contexte

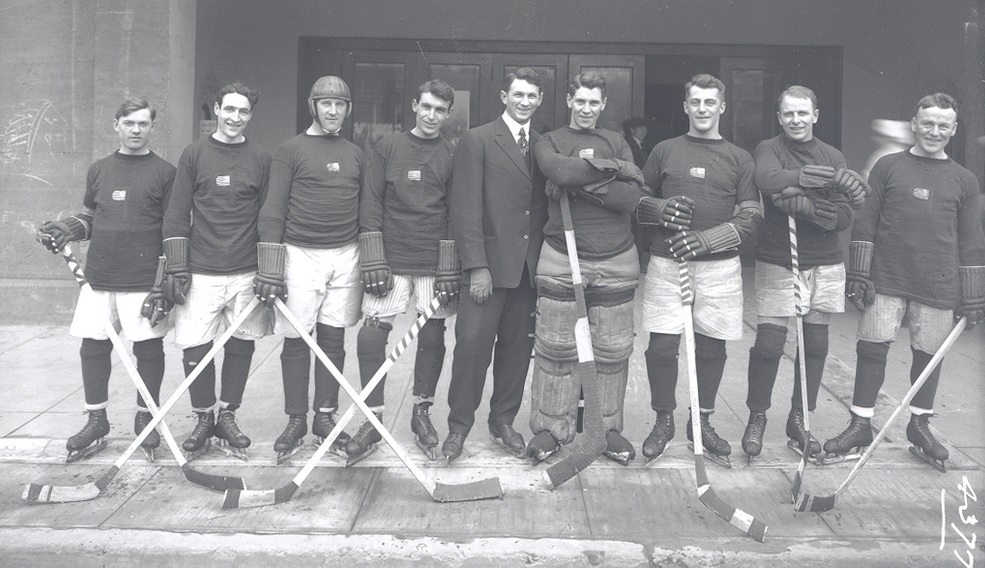
Les Rosebuds de Portland deviennent la nouvelle équipe en PCHA.

Au début de la saison, les Royals de New Westminster sont déplacés et deviennent les Rosebuds de Portland. Dans le même temps, les dirigeants décident de copier l'Association nationale de hockey et il est décidé de mettre des numéros dans le dos des joueurs afin que le public puisse plus facilement suivre ses joueurs vedettes.

## Saison régulière

### Résultats des matchs
| Date        | Visiteurs | Score               | Locaux    |
| ----------- | --------- | ------------------- | --------- |
| 8 décembre  | Vancouver | 6–3                 | Portland  |
| 11 décembre | Victoria  | 3–5                 | Vancouver |
| 15 décembre | Portland  | 8–4                 | Victoria  |
| 18 décembre | Portland  | 3–6                 | Vancouver |
| 26 décembre | Victoria  | 1–8                 | Portland  |
| 29 décembre | Vancouver | 4–3 (12 min 6 s P)  | Victoria  |
| 5 janvier   | Vancouver | 4–3 (11 min 0 s P)  | Portland  |
| 8 janvier   | Victoria  | 2–9                 | Vancouver |
| 12 janvier  | Portland  | 3–4 (3 min 35 s P)  | Victoria  |
| 15 janvier  | Portland  | 3–2                 | Vancouver |
| 19 janvier  | Victoria  | 5–10                | Portland  |
| 22 janvier  | Vancouver | 1–4                 | Victoria  |
| 26 janvier  | Vancouver | 4–10                | Portland  |
| 29 janvier  | Victoria  | 5–12                | Vancouver |
| 2 février   | Portland  | 5–6 (18 min 20 s P) | Victoria  |
| 5 février   | Portland  | 8–3                 | Vancouver |
| 9 février   | Victoria  | 2–3                 | Portland  |
| 12 février  | Vancouver | 6–4                 | Victoria  |
| 16 février  | Vancouver | 5–0                 | Portland  |
| 19 février  | Victoria  | 3–10                | Vancouver |
| 23 février  | Portland  | 3–4                 | Victoria  |
| 26 février  | Portland  | 3–13                | Vancouver |
| 27 février  | Portland  | 3–11                | Vancouver |
| 2 mars      | Vancouver | 14–11               | Victoria  |
| 4 mars      | Victoria  | 1–9                 | Portland  |
| 6 mars      | Victoria  | 2–6                 | Portland  |
| 9 mars      | Victoria  | Match annulé        | Vancouver |

### Classement
| Équipe                     | PJ | V  | D  | N | BP  | BC  |
| -------------------------- | -- | -- | -- | - | --- | --- |
| Millionnaires de Vancouver | 17 | 13 | 4  | 0 | 115 | 71  |
| Rosebuds de Portland       | 18 | 9  | 9  | 0 | 91  | 83  |
| Aristocrats de Victoria    | 17 | 4  | 13 | 0 | 64  | 116 |

## Joueurs

### Meilleurs pointeurs
Avec trente-trois buts à la fin de la saison, Mickey MacKay est le meilleur buteur de la PCHA mais son coéquipier, Cyclone Taylor est le meilleur pointeur de la saison avec un total de quarante-cinq points.
| Joueur         | Équipe    | Poste | PJ | B  | A  | Pts | Pun |
| -------------- | --------- | ----- | -- | -- | -- | --- | --- |
| Cyclone Taylor | Vancouver | AD    | 16 | 24 | 21 | 45  | 11  |
| Mickey MacKay  | Vancouver | AG    | 17 | 33 | 11 | 44  | 9   |
| Frank Nighbor  | Vancouver | C     | 17 | 23 | 7  | 30  | 12  |
| Eddie Oatman   | Portland  | AD    | 18 | 22 | 8  | 30  | 23  |
| Ran McDonald   | Portland  | AG    | 18 | 22 | 7  | 29  | 24  |
| Tom Dunderdale | Victoria  | C     | 17 | 17 | 9  | 26  | 22  |
| Art Throop     | Portland  | AG    | 18 | 16 | 8  | 24  | 43  |
| Smokey Harris  | Portland  | C     | 18 | 14 | 3  | 17  | 37  |
| Lester Patrick | Victoria  | D     | 17 | 12 | 5  | 17  | 15  |
| Lloyd Cook     | Vancouver | D     | 17 | 11 | 6  | 17  | 15  |

### Gardiens de buts
Ce tableau reprend l'ensemble des gardiens de but ayant évolué au cours de la saison pour une des équipes de la PCHA. La liste des joueurs est donnée sans aucun classement particulier autre que l'ordre alphabétique.
| Joueur         | Équipe    | PJ | V  | D  | Min   | BC  | BL | Moy  |
| -------------- | --------- | -- | -- | -- | ----- | --- | -- | ---- |
| Lehman, Hugh   | Vancouver | 17 | 13 | 4  | 1 043 | 71  | 1  | 4,08 |
| Mitchell, Mike | Portland  | 18 | 9  | 9  | 1 113 | 83  | 0  | 4,47 |
| Lindsay, Bert  | Victoria  | 17 | 4  | 13 | 1 054 | 116 | 0  | 6,60 |

## Coupe Stanley

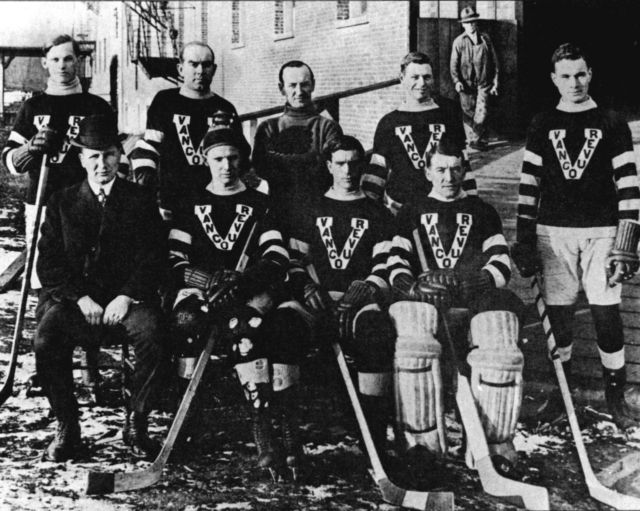
L'équipe 1914-1915 des Millionnaires de Vancouver remporte la Coupe Stanley.

En tant que champions en titre de la PCHA, les joueurs de Vancouver lancent un défi aux Sénateurs d'Ottawa champions 1914-1915 de l'Association nationale de hockey. Les matchs ont lieu à Vancouver, et malgré l'absence de Silas Griffis, le capitaine de l'équipe qui se casse la jambe lors du dernier match de la saison régulière, les Millionnaires deviennent la première équipe de la ville à remporter la Coupe Stanley. Ils remportent en effet les trois rencontres : 6-2, 8-3 et 12-3. Taylor est une nouvelle fois le meilleur pointeur de l'équipe, et de la finale, en inscrivant sept points en trois matchs. 
L'effectif sacré champion est le suivant :
- Gardien de but : Hugh Lehman
- Défenseurs : Lloyd Cook, Silas Griffis (capitaine), Frank Patrick (président, entraîneur et joueur), Jim Seaborn, Ken Mallen.
- Rover : Fred « Cyclone » Taylor
- Centres : Mickey MacKay et Johnny Matz
- Ailiers : Barney Stanley et Frank Nighbor